# セパタクロー
セパタクロー（Sepak takraw、Sepaktakrawとも書く）は、東南アジア各地で9世紀ごろから行われている球技を元にした近代スポーツ。セパ（sepak）はマレー語で「蹴る」、タクロー（takraw、ตะกร้อ）はタイ語で「籐製のボール」を意味する。籐球（とうきゅう）ともいう。1965年にアジアセパタクロー連盟が設立されて統一ルールを制定。

## 概説
ボールを手ではなく足（キック）や頭（ヘディング）で扱う点ではサッカーや蹴鞠を連想させるが、テニスやバレーボールなどと同様、境界にネットを置いたコートを使用することから「足のバレーボール」とも呼ばれる。
トッププレイヤーのスパイクは時速140kmを超えると言われる。

## 歴史
セパタクローの起源には諸説がある。一説では、9世紀ごろに始まった、東南アジアの輪になりボールを蹴り合う遊びが発祥になったとされる。11世紀にはフィリピン、ブルネイ、ミャンマー、インドネシア、シンガポール、マレーシア、ラオスなどで同様の遊びが行われていたとされている。また、冒険家のマルコポーロは中国から、セパタクローとよく似た遊びを持ち帰ったと言われている。
他にも、セパタクローの起源として、15世紀のマレーシア宮廷で発案されたとする説や、16世紀にタイでセパタクローが形作られたとする説もある。
18世紀には、スペインの植民地政府が東南アジアの文化の中でセパタクローが重要な位置を占めていることを認識していた。また、19世紀から20世紀の初期にかけて、アメリカの植民地政府は、現在も行われているように、セパタクローが結婚式や村の祭りなどの重要な宴席で披露されていることを記録している。
ルールの統一以前は、各国でそれぞれの名称、ルールで競技が行われていた。主要なものとしては、マレーシアでは「セパラガ」、タイでは「ジャンクイタクロー」、インドネシアでは「ラゴ」、ビルマでは「チン・ローン」、ラオスでは「カトー」などと呼ばれていた。
1965年に東南アジア競技大会で正式種目として採用されたことをきっかけに、アジアセパタクロー連盟が設立された。同時に、統一ルールが制定される。
1988年に国際セパタクロー連盟（International Sepak Takraw Federation, ISTAF）が設立され、以降活動が世界的に広がっていく。
アジア競技大会においては1990年の北京大会以降、正式種目として採用されており、1998年の世界選手権と1998年のバンコクアジア大会で相次いで女子種目が採用された。2005年にはアジアインドアゲームズでフープ種目が、2008年にはアジアビーチゲームズでビーチ種目が正式種目として採用されている。

## 種目
- レグ種目 - 3人が1組となり対戦、2セット（1セット21点）マッチ勝敗を争う
- チーム種目 - 3レグが1チームとなり対戦、レグの勝数で勝敗を争う
- ダブル種目 - 2人が1組となり、レグ種目と同様勝敗を争う
- フープ種目 - 1チーム5人が輪になり5m上につるした籠に足、肩、頭を使って10分間にボールを入れた総数を競う種目[2]
- サークル種目 - 1チーム5人が輪になって、定められた順番で10分間のリフティング総回数を競う種目
- ビーチタクロー種目 - 砂浜で4対4の形式で行われる[2]

## 用具

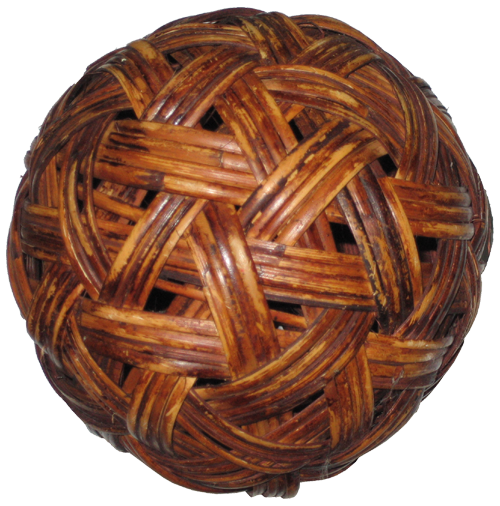
籐製のボール

ボールは､プラスティック製（以前は籐製であったが、1990年の北京アジア大会からはプラスチック製のものが公式球として採用）の籠状のものを使用する。男子用は重さ170-180g、円周42~44cm。女子用は重さ150-160g､円周43~45cmと定められている。

## ルール
以下にもっとも一般的なレグイベントのルールを記す。
基本的にプレーヤーはネットに向かって前方に2人、後方に1人が逆三角形に位置する。右側が「ライト・イン・サイド」、左側が「レフト・イン・サイド」、中央が「バック」と呼ばれている。この3人1組を「レグ」と総称する。
審判は審判長1人、競技審判2人、ライズマン6人で進行、運営される。

コート

コートは縦13.4m、横6.1m。中央両側に高さ155cmのポストを立て、丈76cmのネットを張る。ネット中央の高さは152.4cm。女子の場合は10cm低い（バドミントンと同じ広さ、高さである）。
コートには、センターサークル、サーバーが軸足を入れるサービスサークル、アタッカーとトサーがサーブ時に入るクウォーターサークルが描かれる。
ルールはバレーボールに似ているが、大きく異なるのは次の3点。
1. 手を使ってはいけない。
2. 1人で連続してボールにタッチしてよい。
3. ローテーションがない

ゲームは、クオーターサークルにいる選手がセンターサークルにいる選手にボールをトスし､その球を蹴って相手のコートに入れることから始まる。ボールが自分のコートにきたら3回以内のリフトでボールを相手コートに返す。
攻撃側がフォルトした時はサーブ権が相手に移り､防御側がフォルトした時は相手の得点となる。
主なフォルトは､次のとおり。
サーブ時（サーブ側）
1. 主審が得点をコールした後に、ボールを弄んで投げない場合
2. スローアーがボールを投げる際に床から足をあげたり、ラインから足が出たり、体がネットに触れたりした場合
3. サーバーがサーブボールを蹴る際に、一方の足が床面に触れていないか、サービスサークルを踏み越した場合
4. サーバーがボールを蹴らない場合
5. サーブボールがネットを越えても、コートの外側に落ちた場合
6. サーブボールがネットにかかるなどして、相手コートに入らなかった場合

サーブ時（レシーブ側）
1. 相手の気を散らすような動きをしたり、、音を立てたり、怒鳴ったりした場合

試合中
1. 選手がセンターラインを踏んだ場合
2. 選手が相手サイドにあるボールに触れた場合
3. スパイクなどのフォロースルーを除き、選手の体の一部がネットの上方または下方にかかわらず、相手コートに入った場合
4. 連続して4回以上ボールに触れた場合
5. ボールが手や腕に触れた場合（手と腕は肩の先端から指先までのこと）
6. 脇の下や足の間、体の上でボールを抱えたり、止めたりした場合
7. 選手の体の一部、または選手の身につけているものの一部がネットやポスト、競技審判の椅子などに触れたり、相手サイドに落ちた場合
8. ボールが天井や壁に触れた時
9. 選手が試合を不必要に遅らせた時

次のときに得点1点が与えられる。
1. サーブしたボールを相手レグが取れなかったとき
2. アタックしたボールを相手レグが取れなかったとき
3. 相手レグがフォルトしたとき

サーブ側がフォルトした場合もしくはレシーブ側がリターンを決めた時にサーブ権の移行が行われる。
ボールがインプレーでない時に、各レグは1セットにつき1回1分間のタイムアウトの取得が可能。
1セット21点のラリーポイント制で、2セット先取したレグが勝ちとなる。両レグが1セットずつを取った場合、3セット目（タイブレークセット）が行われ、6点を先取したレグが勝ちとなる。

## 競技団体
- 国際セパタクロー連盟（英語版）（International SepakTakraw Federation）
- アジア・セパタクロー連盟（Asian SepakTakraw Federation）
- 日本セパタクロー協会 - 1989年に日本に本格的に導入されると同時に設立[2]。1997年以降日本オリンピック委員会の準加盟団体として活動[2]。

## 選手
- 日本のセパタクロー選手一覧
- 寺本進
- 飯田義隆
- 山田昌寛
- 寺島武志
- 川又ゆうみ
- 橋本将明

## セパタクローを題材にした作品

### 小説
- 蹴語（西尾維新著）

### コミック
- Let's kick！（なかざき冬著）
- 超次元セパタクロー　ツナグ（のりしろちゃん著）
- 日常 (漫画) [注 1]

### アニメ
- 日常 (漫画)